# تبني المثليين للأطفال في أوروبا

الوضع القانوني لتبني المثليين للأطفال في أوروبا:
التبني المشترك للأطفال من قبل الأزواج المثليين قانوني
تبني أحد الشريكين للطفل البيولوجي للشريك الآخر قانوني^{1}
لا توجد قوانين تسمح بتبني الأزواج المثليين للأطفال
^{1}في إيطاليا، يعتبر تبني الأطفال للمثليين غير قانوني، ولكن تم السماح تبني أحد الشريكين للطفل البيولوجي للشريك الآخر في بعض الحالات فقط بأمر من المحكمة.

يختلف تبني المثليين للأطفال في أوروبا عن الاعتراف القانوني من بلد إلى آخر. التبني المشترك الكامل أو تبني تبني أحد الشريكين للطفل البيولوجي للشريك الآخر أو كليهما أمر قانوني في 23 من أصل 56 دولة أوروبية وفي جميع المناطق التابعة.
التبني المشترك الكامل للأزواج المثليين أمر قانوني في سبعة عشر دولة أوروبية، وهي أندورا، النمسا، بلجيكا، الدنمارك، فنلندا، فرنسا، ألمانيا، آيسلندا، جمهورية أيرلندا، لوكسمبورغ، مالطا، هولندا، النرويج، البرتغال، إسبانيا، السويد، والمملكة المتحدة. خمسة دول أخرى، وهي إستونيا، إيطاليا، سلوفينيا، سان مارينو وسويسرا تسمح بتبني أحد الشريكين للطفل البيولوجي للشريك الآخر، وفي بعض الحالات، الطفل المتبنى للشريك الآخر. في كرواتيا، قد يصبح شريك الحياة وصيًا شريكًا على طفل شريكه، والذي يمكن مقارنته إلى حد كبير بتبني أحد الشريكين للطفل البيولوجي للشريك الآخر. في اليونان، قد يصبح الشركاء المثليون في شراكة مدنية آباء بالحضانة المؤقتة - ولكن ليس آباء بالتبني -.
في الأقاليم التابعة، يعتبر تبني المثليين للأطفال قانونيا في سانت هيلينا وأسينشين وتريستان دا كونا، جبل طارق، جزر فوكلاند، غيرنزي، غرينلاند، و جزر فارو، و جزيرة مان وجيرزي. تدرس العديد من الدول حاليًا السماح بالتبني الكامل للأزواج المثليين أو تبني أحد الشريكين للطفل البيولوجي للشريك الآخر.

## التبني المشترك
|             | الولاية القضائية | دخول القانون حيز التنفيذ | ملاحظات |
| ----------- | ---------------- | ------------------------ | --- |
| [ 2 ] [ 3 ] | هولندا           | 1 ابريل 2001             | - ينطبق القانون في البداية على هولندا الأوروبية فقط. - في عام 2012 تم توسيع نطاقه ليشمل الجزر الكاريبية الهولندية. |
| [ 4 ]       | ااسويد           | 1 فبراير 2003            | |
| [ 5 ]       | إسبانيا          | 3 يوليو 2005             | |
| [ 6 ] [ 7 ] | المملكة المتحدة  | 30 ديسمبر 2005           | - ينطبق القانون في البداية على إنجلترا وويلز فقط. - في اسكتلندا، دخل قانون منفصل حيز التنفيذ في 28 سبتمبر 2009. - في أيرلندا الشمالية منذ 11 ديسمبر 2013 - في جزيرة مان منذ 2 أبريل 2011 - في جيرزي منذ 2 أبريل 2012 - في جبل طارق منذ 28 مارس 2014 - في غيرنزي منذ 3 أبريل 2017 الأقاليم غير الأوروبية: - في كل من برمودا وجزر بيتكيرن منذ عام 2015. - في جزر فوكلاند وسانت هيلينا وأسينشين وتريستان دا كونا منذ عام 2017. - غير متوفر في أقاليم ما وراء البحار البريطانية الأخرى. |
| [ 18 ]      | آيسلندا          | 27 يونيو 2006            | |
| [ 19 ]      | بلجيكا           | 30 يونيو 2006            | |
| [ 20 ]      | النرويج          | 1 يناير 2009             | |
| [ 21 ]      | الدنمارك         | 1 July 2010              | - غرينلاند (منذ 1 يوليو 2016) و جزر فارو (منذ 1 يوليو 2017) |
| [ 24 ]      | فرنسا            | 18 مايو 2013             | - ينطبق أيضا على جميع مقاطعات وأقاليم ما وراء البحار الفرنسية |
| [ 25 ]      | مالطا            | 17 أبريل 2014            | |
| [ 26 ]      | أندورا           | 25 ديسمبر 2014           | |
| [ 27 ]      | لوغسمبورغ        | 1 يناير 2015             | |
| [ 28 ]      | النمسا           | 1 يناير 2016             | |
| [ 29 ]      | البرتغال         | 1 مارس 2016              | |
| [ 30 ]      | جمهورية أيرلندا  | 6 مايو 2016              | |
| [ 31 ]      | فنلندا           | 1 مارس 2017              | |
| [ 32 ]      | ألمانيا          | 1 أكتوبر 2017            | |

## تبني أحد الشريكين للطفل البيولوجي للشريك الآخر
|               | الولاية القضائية | دخول القانون حيز التنفيذ | ملاحظات |
| ------------- | ---------------- | ------------------------ | --- |
| [ 33 ] [ 34 ] | سلوفينيا         | يوليو 2011               | - في يوليو 2011 ، ذكرت وزارة العمل والأسرة والشؤون الاجتماعية أن القانون الحالي يسمح بتبني الوالد الثاني.        |
| [ 35 ]        | إستونيا          | 1 يناير 2016             | - يمكن لشريكي "اتفاقية المساكنة المسجلة" فقط التبني. ومع ذلك، لا يمكن تسجيل اتفاقيات المساكنة.                   |
| [ 36 ]        | إيطاليا          | 2016                     | - قضت محكمة النقض بالسماح بتبني أحد الشريكين للطفل البيولوجي للشريك الآخر من قبل الشركاء المثليين في بعض الحالات |
| [ 37 ]        | سويسرا           | 1 يناير 2018             | |
| [ 38 ]        | سان مارينو       | 5 ديسمبر 2018            | |

## قوانين أخرى
|        | الولاية القضائية | دخول القانون حيز التنفيذ | ملاحظات                                                                 |
| ------ | ---------------- | ------------------------ | ----------------------------------------------------------------------- |
| [ 39 ] | كرواتيا          | 5 أغسطس 2014             | - "الوصاية على طفل الشريك"                                              |
| [ 40 ] | اليونان          | 10 مايو 2018             | - الوالد مقدم الرعاية/الحاضن". يسمح فقط للشركاء في شراكة مدنية بالتبني. |

## التشريعات المستقبلية
|                      | الولاية القضائية | دخول القانون حيز التنفيذ | ملاحظات |
| -------------------- | ---------------- | ------------------------ | --- |
| [ 41 ] [ 42 ] [ 43 ] | جمهورية التشيك   | يحدد لاحقا               | - تجري مناقشة مشروع قانون زواج المثليين مع التبني المشترك وتبني أحد الشريكيين للطفل البيولوجي للشريك الآخر في البرلمان التشيكي |
| [ 44 ] [ 45 ]        | سويسرا           | يحدد لاحقا               | - تجري مناقشة مشروع قانون زواج المثليين مع التبني المشترك في البرلمان السويسري                                                 |

## الرأي العام
وفقًا لاستطلاعات الرأي لمؤسسة غالوب أوروبا، من المرجح أن تدعم النساء والأجيال الشابة والمتعلمين تعليماً عالياً زواج المثليين وحقوق تبني المثليين للأطفال من غيرهم من السكان.
| الدولة          | مؤسسة استطلاع الرأي     | السنة | مع  | ضد  | محايد                                                   |
| --------------- | ----------------------- | ----- | --- | --- | ------------------------------------------------------- |
| النمسا          | أيماس                   | 2015  | 46% | 48% | 6%                                                      |
| بلجيكا          | إيبسوس                  | 2013  | 67% | 33% | 0%                                                      |
| بلغاريا         | يوروبارومتر             | 2006  | 12% | 68% | 20%                                                     |
| قبرص            | يوروبارومتر             | 2006  | 10% | 86% | 4%                                                      |
| جمهورية التشيك  | سي في في أم             | 2019  | 47% | 47% | 6%                                                      |
| الدنمارك        | مركز بيو للدراسات       | 2017  | 75% | -   | -                                                       |
| إستونيا         | أي أس آي                | 2012  | 26% | 66% | 8%                                                      |
| فنلندا          | تالوستوتكيموس           | 2013  | 51% | 42% | 7%                                                      |
| فرنسا           | مركز بيو للدراسات       | 2017  | 64% | -   | -                                                       |
| ألمانيا         | مركز بيو للدراسات       | 2017  | 67% | -   | -                                                       |
| اليونان         | ديانيوسس                | 2017  | 26% | 72% | 2%                                                      |
| المجر           | يوروبارومتر             | 2006  | 13% | 81% | 6%                                                      |
| جمهورية أيرلندا | راد سي بول              | 2011  | 60% | -   | -                                                       |
| إيطاليا         | إيبسوس                  | 2019  | 34% | -   | -                                                       |
| لاتفيا          | يوروبارومتر             | 2006  | 8%  | 89% | 3%                                                      |
| ليتوانيا        | يوروبارومتر             | 2006  | 12% | 82% | 6%                                                      |
| لوكسمبورغ       | بوليتمونيتر             | 2013  | 55% | 44% | 1%                                                      |
| مالطا           | ميسكو                   | 2014  | 20% | 80% | -                                                       |
| هولندا          | مركز بيو للدراسات       | 2017  | 86% | -   | -                                                       |
| النرويج         | يوغوف                   | 2012  | 54% | 34% | 12%                                                     |
| بولندا          | إيبسوس                  | 2017  | 16% | 80% | 4%                                                      |
| البرتغال        | مركز بيو للأبحاث        | 2017  | 59% | 28% | 13%                                                     |
| رومانيا         | يوروبارومتر             | 2006  | 8%  | 82% | 10%                                                     |
| روسيا           | فتسيوم                  | 2015  | 3%  | 88% | 9%                                                      |
| صربيا           | جي أس أي                | 2010  | 8%  | 79% | 13%                                                     |
| سلوفاكيا        | يوروبارومتر             | 2006  | 12% | 84% | 4%                                                      |
| سلوفينيا        | ديلو ستيك               | 2015  | 38% | 55% | 7%                                                      |
| إسبانيا         | مركز بيو للدراسات       | 2017  | 81% | -   | -                                                       |
| السويد          | مركز بيو للدراسات       | 2017  | 80% | -   | -                                                       |
| سويسرا          | بينك كروس               | 2016  | 50% | 39% | 11%                                                     |
| أوكرانيا        | غاي أليانس أوف أوكرانيا | 2013  | 7%  | 68% | 12% 13% يؤيدون تبني المثليين للأطفال في بعض الإستثناءات |
| المملكة المتحدة | مركز بيو للدراسات       | 2017  | 73% | -   | -                                                       |